# 季振同

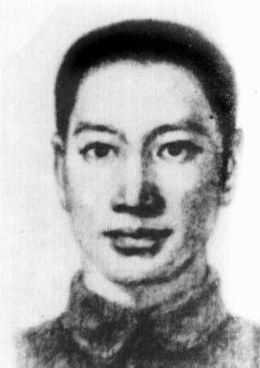

季振同（1901年5月6日—1934年10月），号异之，原名季振佟，又名季汉卿，中国河北沧县人，中华民国军事人物。国民革命军、中国工农红军高级将领。

## 生平
季振同1919年加入冯玉祥所属部队，1926年后累功晋升为师长。在中原大战后的整编中，季振同于1931年出任国民革命军第二十六路军74旅旅长，率部调往江西，参加对中国工农红军的围剿。
九一八事变发生后，季振同带头發出联名电报，不愿执行围剿任务，要求前往北方抗击日军，遭到国民革命军统帅蒋介石的驳斥。在此情况之下，季振同率部参与了同年12月14日爆发的宁都暴动。暴动部队被改编为红五军团后，季振同被任命为军团长，次年1月加入中国共产党。
1932年，红一方面军进行整编，原红五军团部队被拆分，季振同对此存有意见。4月，冯玉祥派刘骥潜入红军，对季振同进行策反，但被拒绝。季振同将策反信件交给红五军团政委肖劲光，以明心志，但提出希望脱离战斗领导岗位，前往苏联休养。4月19日，冯玉祥再度派人潜入红军接洽季振同时，被红军截获。5月，李克农报请周恩来同意后，将季振同与黄中岳等其他宁都暴动成员一同逮捕。1932年8月，季振同被中华苏维埃共和国临时最高法庭判处死刑，后在毛泽东等人的斡旋下，改为10年监禁。
1934年10月，红军即将长征前夕，季振同被周恩来下令处决于瑞金叶坪村。
1979年，在姬鹏飞、黄镇等宁都暴动参与者的请求下，季振同被平反。